# Stefan Trzciński
Stefan Trzciński (ur. 1921, zm. 21 listopada 1943 w Złotopolicach) – Polak zamordowany za pomoc Żydom podczas II wojny światowej. 

## Życiorys
Jesienią 1939 roku północne Mazowsze zostało wcielone do III Rzeszy. We wrześniu 1940 roku w okolicznym Płońsku powstało getto, gdzie znalazło się ok. 12 tys. Żydów. W grudniu 1942 roku zostało ono zlikwidowane, a praktycznie wszystkich zamieszkujących je Żydów deportowano do Auschwitz-Birkenau. Niektórym Żydom udało się uciec.
Część Polaków zaangażowała się w pomoc uciekinierom. Wśród nich znalazła się Stanisława Trzcińska oraz jej dorośli synowie Stefan i Jan. Rodzina prowadziła gospodarstwo rolne w Skwarach na północnym Mazowszu. Trzcińscy dostarczali pożywienie i czasowo ukrywali w stodole rodzinę Klinów, którą znali jeszcze sprzed wojny. 
23 sierpnia 1943 roku domostwo Trzcińskich otoczył oddział niemieckiej żandarmerii, której doniesiono o miejscowych Polakach pomagających Żydom. Janowi udało się uciec z obławy. Podczas przesłuchania Stanisławę kilkukrotnie uderzono w twarz, Stefana zaś bito do utraty przytomności. Oboje wywieziono do aresztu w Pomiechówku.
Pod koniec października Niemcy zorganizowali odprawę sołtysów okolicznych gmin, podczas której zapowiedzieli, że 21 listopada przedstawiciele wsi mają stawić się na skraju lasu między Złotopolicami a Kamienicą-Wygodą, gdzie odbędzie się egzekucja Polaków ukrywających Żydów. Tego dnia przywieziono z Pomiechówka siedmiu skazanych: Stefana Trzcińskiego, Ignacego Ambroziaka, Władysława Muchowskiego, Symchę Frosta, a także nieznanego z imienia i nazwiska Żyda i dwóch Polaków (prawdopodobnie Stefana Dubrackiego i Jana Wójcika). Żydów zabito pod pretekstem napadów i przechowywania broni, a Polaków za ukrywanie i pomoc udzieloną Żydom. Niemcy całą grupę publicznie powiesili, przestrzegając, że tak kończą osoby pomagające Żydom.
Po pewnym czasie sołtysi – na rozkaz Niemców – zdjęli ciała zamordowanych i pochowali je na cmentarzu w Smoszewie. Po wojnie mężczyzn ekshumowano. Stefana Trzcińskiego pochowano w nieodległym Naruszewie. Stanisława Trzcińska została wywieziona do obozu w Stutthofie i tam zamordowana. Jan Trzciński zdołał przeżyć wojnę.

## Upamiętnienie
W 1991 roku Instytut Jad Waszem odznaczył tytułem Sprawiedliwych wśród Narodów Świata Stefana Trzcińskiego oraz jego matkę Stanisławę i brata Jana, a także innych mieszkańców okolicznych wsi zaangażowanych w pomoc Żydom: Ignacego Ambroziaka i jego żonę Rozalię oraz Władysława Muchowskiego.
W 2023 roku w Złotopolicach w ramach projektu Zawołani po imieniu uroczyście odsłonięto tablicę upamiętniającą Ignacego Ambroziaka, Stanisławę Trzcińską, Stefana Trzcińskiego oraz Władysława Muchowskiego. W wydarzeniu uczestniczyli między innymi: dyrektor Instytutu Pileckiego Magdalena Gawin, naczelny rabin Polski Michael Schudrich, przedstawiciele władz miejscowych samorządowych oraz potomkowie zamordowanych, w tym Joanna Trzcińska, prawnuczka Stanisławy. List do uczestników uroczystości skierował prezydent RP Andrzej Duda.